# Люя (деревня)
 Люя  — деревня в Яранском районе Кировской области в составе Кугальского сельского поселения.

## География
Расположена на расстоянии примерно 23 км по прямой на запад-юго-запад от города Яранск.

## История
Известна с 1873 года как починок Хлебный или Люя с 10 дворами и 112 жителями, в 1905 здесь (Хлебная Люя) дворов 37 и жителей 287, в 1926 (деревня Хлебная Люя или Хлебный) 63 и 309, в 1950 (Верхняя Люя) 47 и 151, в 1989 было 45 жителей. Настоящее название утвердилось с 1978 года.

## Население
Постоянное население составляло 30 человек (русские 90%) в 2002 году, 7 в 2010.